# Perched Rock Tarn
Perched Rock Tarn är en sjö i Antarktis. Den ligger i Östantarktis. Australien gör anspråk på området. Perched Rock Tarn ligger 38 meter över havet.
I övrigt finns följande vid Perched Rock Tarn:
- Prospect Gap (ett bergspass)
- Scale Lake (en sjö)